# Edward Ling
Edward Theodore „Ed” Ling  (ur. 7 marca 1983 r. w Taunton) – brytyjski strzelec sportowy sportowy, brązowy medalista olimpijski z Rio de Janeiro.
Specjalizuje się w trapie. Na igrzyskach olimpijskich w 2016 roku w Rio de Janeiro zdobył brązowy medal, pokonując w decydującej rundzie Czecha Davida Kosteleckiego.

## Igrzyska olimpijskie
| Igrzyska | Miejscowość    | Konkurencja | Kwalifikacje | Kwalifikacje | Półfinał | Półfinał | Finał | Finał   |
| Igrzyska | Miejscowość    | Konkurencja | Wynik        | Pozycja      | Wynik    | Pozycja  | Wynik | Pozycja |
| -------- | -------------- | ----------- | ------------ | ------------ | -------- | -------- | ----- | ------- |
| IO 2004  | Ateny          | Trap        | 113          | 25.          | —        | —        | NQ    | NQ      |
| IO 2012  | Londyn         | Trap        | 118          | 21.          | —        | —        | NQ    | NQ      |
| IO 2016  | Rio de Janeiro | Trap        | 120          | 2. Q         | 12       | 4. BM    | 13    | brąz    |